# قلعه بالمان
قلعه بالمان، روستایی از توابع بخش مرکزی شهرستان شازند در استان مرکزی ایران است. 
این روستا به دلیل آب و هوا و خاک مناسب همواره مورد توجه بوده‌است.
روستای بالمان یکی از زیباترین روستاهای شازند است. این روستا همجوار است با روستای قلعه آقا حمید ، شهر آستانه، روستای ظهیرآباد، روستای  پرکله و دهکده صیدان و پاموزج.
این روستا در مجاورت کوه های راسونداست و درحوزه زاگرس واقع شده.
شغل روستاییان کشاورزی و دامپروری ایست. بیشترین جمعیت روستای بالمان را کشاورزان به خود اختصاص داده‌اند. این روستا در میان سایر قریه ها دارای منابع آبی خوبی است. .
وضع طبیعی  روستای قلعه بالمان  بصورت دشتی و کوهپایه ای می‌باشد. و راه زمینی این روستا بصورت جاده و آسفالته است.از قدیمی ترین ساکنان این روستا میتوان خاندان مرادی و براتی را نام برد که بزرگترین اقوام در این روستا نیز می باشند.

## جمعیت
این روستا براساس سرشماری مرکز آمار ایران در سال ۱۳۹۵، جمعیت آن ۵۰۹ نفر (۱۳۶خانوار) بوده‌است.